# Vulkanische-explosiviteitsindex
De vulkanische-explosiviteitsindex (Engels: Volcanic Explosivity Index), afgekort VEI, is een maat voor de grootte van vulkanische uitbarstingen, die in 1982 door Chris Newhall van de United States Geological Survey en Steve Self van de universiteit van Hawaï in Manoa is opgezet.

## Indeling
De VEI bestaat uit acht klassen, gebaseerd op het volume van het uitgeworpen tefra en de hoogte van de eruptiekolom. 
Vaak worden aan de verschillende klassen namen als "Plinisch", "Hawaïaans", "Stromboliaans" of "Vulcanisch" gegeven. Dit is niet altijd terecht, want zulke namen worden meestal gebruikt om andere kenmerken van een uitbarsting dan het tefravolume mee aan te duiden, zoals de mate van explosiviteit.
| VEI | Beschrijving    | Hoogte eruptiekolom | Volume uitgeworpen tefra    | Classificatie              | Frequentie    | Voorbeeld                                 |
| --- | --------------- | ------------------- | --------------------------- | -------------------------- | ------------- | ----------------------------------------- |
| 0   | Niet explosief  | < 100 m             | < 10.000 m³                 | Hawaïaans                  | Constant      | Kīlauea                                   |
| 1   | Zacht           | 100 - 1000 m        | 10.000 - 1.000.000 m³       | Hawaïaans/ Stromboliaans   | Dagelijks     | Stromboli                                 |
| 2   | Explosief       | 1 - 5 km            | 1.000.000 - 10.000.000 m³   | Stromboliaans / Vulcanisch | 2 weken       | Galeras (in 1992)                         |
| 3   | Ernstig         | 3 - 15 km           | 10.000.000 - 100.000.000 m³ | Vulkanisch                 | 3 maanden     | Nevado del Ruiz (in 1985)                 |
| 4   | Gewelddadig     | 10 - 25 km          | 100.000.000 m³ - 1 km³      | Vulkanisch / Plinisch      | 18 maanden    | Galunggung (in 1982)                      |
| 5   | Vernietigend    | 20 - 35 km          | 1 - 10 km³                  | Plinisch                   | 12 jaar       | Vesuvius (in 79)                          |
| 6   | Kolossaal       | > 30 km             | 10 - 100 km³                | Plinisch / Ultra-Plinisch  | 50-100 jaar   | Krakatau (in 1883)                        |
| 7   | Super-kolossaal | > 40 km             | 100 - 1000 km³              | Ultra-Plinisch             | 500-1000 jaar | Tambora (in 1815)                         |
| 8   | Mega-kolossaal  | > 50 km             | > 1000 km³                  | Ultra-Plinisch             | > 50000 jaar  | Yellowstonecaldera (640.000 jaar geleden) |

De VEI-index is een logaritmische schaal: een uitbarsting die één eenheid op de index hoger scoort dan een andere, vormt in praktijk een 10 keer zo zware uitbarsting.
Om te voorkomen dat vulkanen die zonder veel geweld enorme hoeveelheden basalt laten uitvloeien ook hoog op de VEI-schaal zouden scoren, wordt alleen de hoeveelheid (explosief) uitgeworpen tefra geteld.
Vulkanen met een uitstoot van meer dan 1000 km³ worden sinds 2000 ook wel supervulkanen genoemd.

## Lijst met voorbeelden
| VEI | Naam                  | Jaar                     |
| --- | --------------------- | ------------------------ |
| 0   | Mauna Loa             | 2022                     |
| 0   | Piton de la Fournaise | 2004                     |
| 1   | Kīlauea               | 1983 - heden             |
| 1   | Nyiragongo            | 2002                     |
| 2   | Mount Hood            | 1865-1866                |
| 2   | Kīlauea               | 1924                     |
| 2   | Tristan da Cunha      | 1961                     |
| 2   | White Island          | 2001                     |
| 2   | Mount Usu             | 2000-2001                |
| 3   | Vesuvius              | 1913-1944                |
| 3   | Surtsey               | 1963-1967                |
| 3   | Eldfell               | 1973                     |
| 3   | Nevado del Ruiz       | 1985                     |
| 3   | Etna                  | 2002-2003                |
| 4   | Mont Pelée            | 1902                     |
| 4   | Paricutín             | 1943-1952                |
| 4   | Hekla                 | 1947                     |
| 4   | Galunggung            | 1982                     |
| 4   | Eyjafjallajökull      | 2010 (2x)                |
| 5   | Vesuvius              | 79                       |
| 5   | Mount Agung           | 1963                     |
| 5   | Mount Saint Helens    | 1980                     |
| 5   | El Chichón            | 1982                     |
| 5   | Puyehue-Cordon Caulle | 2011                     |
| 6   | Laacher See           | 12.900 jaar geleden      |
| 6   | Ilopango              | 450 ± 30 jaar            |
| 6   | Kuwae                 | 1452 of 1453             |
| 6   | Huaynaputina          | 1600                     |
| 6   | Laki                  | 1783                     |
| 6   | Krakatau              | 1883                     |
| 6   | Novarupta (Katmai)    | 1912                     |
| 6   | Pinatubo              | 1991                     |
| 7   | Long Valley Caldera   | 760.000 jaar geleden     |
| 7   | Campi Flegrei         | 39.000 jaar geleden      |
| 7   | Aira-caldera          | +-22.000 jaar geleden    |
| 7   | Paoezjetka            | 6440 v.Chr. ± 25 jaar    |
| 7   | Crater Lake           | 4900 v.Chr. ± 50 jaar    |
| 7   | Kikai                 | 4350 v.Chr.              |
| 7   | Santorini (Thira)     | 1640 v.Chr.              |
| 7   | Taupo                 | 181                      |
| 7   | Tambora               | 1815                     |
| 8   | La Garita Caldera     | 27 miljoen jaar geleden  |
| 8   | Yellowstone           | 2,2 miljoen jaar geleden |
| 8   | Yellowstone           | 640.000 jaar geleden     |
| 8   | Toba                  | 73.000 jaar geleden      |
| 8   | Taupo (Oruanui)       | 26.500 jaar geleden      |